# Money for Nothing (альбом)
Money for Nothing — перша збірка пісень англійської групи Dire Straits, яка була випущена у жовтні 1988 року.

## Композиції
1. Sultans of Swing – 5:46
2. Down to the Waterline – 4:01
3. Portobello Belle—Live – 4:33
4. Twisting by the Pool (Remix) – 3:30
5. Tunnel of Love – 8:10
6. Romeo and Juliet – 5:56
7. Where Do You Think You're Going? – 3:30
8. Walk of Life – 4:08
9. Private Investigations – 5:50
10. Telegraph Road—Live (Remix) – 11:59
11. Money for Nothing – 4:06
12. Brothers in Arms – 4:49

## Учасники запису
- Марк Нопфлер - гітара, вокал
- Джон Їлслі - бас-гітара
- Алан Кларк - клавіші
- Гай Флетчер - клавіші
- Девід Нопфлер - гітара
- Пік Візерс - ударні
- Гел Ліндз - гітара
- Террі Вільямс - ударні
- Джек Сонні - гітара

## Позиції у чартах
| Країна          | Позиція |
| --------------- | ------- |
| Австрія         | 3       |
| Австралія       | 3       |
| Франція         | 1       |
| Німеччина       | 2       |
| Нова Зеландія   | 2       |
| Норвегія        | 3       |
| Швеція          | 8       |
| Швейцарія       | 1       |
| Велика Британія | 1       |
| США             | 62      |